# Самет Айбаба
Самет Айбаба (тур. Samet Aybaba, нар. 2 вересня 1955, Османіє) — турецький футболіст, що грав на позиції захисника. По завершенні ігрової кар'єри — тренер.
Виступав як гравець за «Бешикташ», з яким став дворазовим чемпіоном Туреччини. Як тренер з клубами «Генчлербірлігі» та «Трабзонспор» ставав володарем Кубка Туреччини.

## Клубна кар'єра
У дорослому футболі дебютував 1977 року виступами за команду клубу «Бешикташ», кольори якої і захищав протягом усієї своєї кар'єри гравця, що тривала дванадцять років. Більшість часу, проведеного у складі «Бешикташа», був основним гравцем захисту команди.

## Виступи за збірні
У 1973 році дебютував у складі юнацької збірної Туреччини, взяв участь у 8 іграх на юнацькому рівні.
У 1977 році залучався до складу молодіжної збірної Туреччини. На молодіжному рівні зіграв у 2 офіційних матчах.

## Кар'єра тренера
Розпочав тренерську кар'єру, повернувшись до футболу після невеликої перерви, 1993 року, очоливши тренерський штаб клубу «Кайсеріспор», де пропрацював з 1993 по 1994 рік.
У 1998 році став головним тренером команди «Анкарагюджю», тренував команду з Анкари один рік.
Згодом протягом 2003–2004 років очолював тренерський штаб клубу «Трабзонспор».
У 2007 році прийняв пропозицію попрацювати у клубі «Бурсаспор». Залишив команду з Бурси 2008 року.
Протягом одного року, починаючи з 2012, був головним тренером команди «Бешикташ».
Протягом тренерської кар'єри також очолював команди клубів «Адана Демірспор», «Ванспор», «Генчлербірлігі», «Ґазіантепспор», «Анкараспор», «Чайкур Різеспор», «Буджаспор», «Антальяспор» та «Ескішехірспор», а також був спортивним директором клубу «Адана Демірспор».
З 2017 року очолював тренерський штаб команди «Сівасспор», де пропрацював один сезон. Згодом очолював інші турецькі команди.

## Титули і досягнення

### Як гравця
- Чемпіон Туреччини (2):

«Бешикташ»: 1981–1982, 1985–1986
- Володар Суперкубка Туреччини (1):

«Бешикташ»: 1986

### Як тренера
- Володар Кубка Туреччини (2):

«Генчлербірлігі»: 2000–2001: «Трабзонспор»: 2002–2003